# Odontomyia microleon
Odontomyia microleon is een vliegensoort uit de familie van de wapenvliegen (Stratiomyidae). De wetenschappelijke naam is gepubliceerd in 1758 door Linnaeus in de tiende editie van Systema naturae.